# Alphonse Rodríguez-Olmedo
Ne doit pas être confondu avec Alphonse Rodríguez.
Alphonse Rodriguez-Olmedo (en espagnol Alonso Rodríguez-Olmedo), né le 10 mars 1599 à Zamora (Espagne) et mort assassiné le 15 novembre 1628 à Caaró (Paraguay, qui n'existait pas encore), était un prêtre jésuite espagnol, missionnaire dans les réductions du Paraguay. Venant au secours de Roque González sauvagement agressé, il est lui-même abattu d’un coup de massue sur la tête. 
Les trois ‘martyrs du Rio de la Plata', Roque González, Alphonse Rodríguez-Olmedo et Jean del Castillo, sont canonisés par Jean-Paul II le 16 mai 1988 et liturgiquement commémorés ensemble le 16 novembre.

## Biographie
Né à Zamora, en Espagne le 10 mars 1598 Alphonse Rodriguez entre dans la Compagnie de Jésus le 25 mars 1614 et fait son noviciat à Villagarcía de Campos (Valladolid). Il est destiné aux missions et est envoyé au Paraguay. Lorsqu’il embarque, à Lisbonne, pour l’Amérique du Sud il se trouve en compagnie du père Juan de Viana.
Arrivé en 1617 à Buenos Aires Rodriguez poursuit sa formation jésuite et ses études en vue du sacerdoce. Les cours de philosophie et théologie se font à Córdoba où il est ordonné prêtre, sans doute en 1624. 
Considéré comme ‘homme prudent et de bon jugement’ il est envoyé en 1626 dans les missions intérieures, auprès des Guaycurús, situées de l’autre côté du fleuve Paraguay. Il est le premier missionnaire à apprendre la langue Guaycurú, une des plus difficiles de la région (d’après son Provincial, le père Mastrilli). Sa mission consiste à prêcher l’Évangile et préparer, si possible, la fondation d’une Réduction pour les Guaycurús qui faciliterait le travail missionnaire et leur assurerait des conditions de vie dignes.
En 1628, il est transféré dans les missions Guarani de la région du Rio Paraná, puis à Itaipu et est nommé pour accompagner Roque González chargé de fonder un poste missionnaire à Caaró, sur la rive orientale du fleuve Uruguay. Les deux prêtres y arrivent le 1er novembre et, pooour commémorer cette date, appellent l’endroit ‘Toussaint’. Mais Nezu, sorcier et cacique de Ijui, est opposé au projet car il craignait de perdre son influence, et donne l'ordre au cacique de Caaró de tuer les missionnaires.      
Le 15 novembre 1628, une foule est rassemblée sur la place du village pour assister à l'installation de la cloche de la chapelle, lorsqu’apparaissent soudainement un groupe de personnes armées. Dans la confusion qui s’ensuit González est abattu d’un coup de massue sur la tête. Alerté, Alphonse Rodriguez sort de l'église : il est immédiatement abattu à coups de maillet. Leurs corps sont trainés à l’intérieur de l’église qui est vandalisée ; ils sont brûlés avec leurs images, livres, vêtements et objets religieux. Jean del Castillo subit le même sort deux jours plus tard: il est assassiné le 17 novembre 1628.

## Souvenir et vénération
- Juan Eusebio Nieremberg, qui fut condisciple d’Alphonse Rodríguez-Olmedo durant leurs premières années de formation religieuse à Villagarcia, écrivit sa biographie ainsi que celle de Roque González et Jean del Castillo, qui fut son condisciple à Madrid, en 1644.
- Alphonse Rodriguez fut béatifié par le pape Pie XI le 28 janvier 1934 et canonisé, à  Asuncion, par Jean-Paul II le 16 mai 1988 lors de sa visite pastorale au Paraguay. Les trois ‘martyrs du Río de la Plata’, Jean del Castillo, Roque González et Alphonse Rodriguez, sont commémorés ensemble le 16 novembre.